# مایک هیت (شناگر)
مایک هیت (به انگلیسی: Mike Heath) (زادهٔ ۹ آوریل ۱۹۶۴) شناگر اهل ایالات متحده آمریکا است.